# Seongnam
Seongnam (hangul 성남시, hanja 城南市) är en stad i den sydkoreanska provinsen Gyeonggi, och är en sydostlig satellitstad till Seoul. Folkmängden var 955 248 invånare i slutet av 2020.

## Administrativ indelning
Seongnam är indelat i tre stadsdistrikt (gu) som i sin tur är indelade i totalt 50 administrativa stadsdelar (dong).
- Bundang-gu
- Jungwon-gu
- Sujeong-gu